# Alien 4
| 전문가 평가 | 전문가 평가 |
| 평가 점수   | 평가 점수   |
| 출처        | 점수        |
| ----------- | ----------- |
| Allmusic    | [ 1 ]       |

《Alien 4》는 1995년 10월 30일에 발매된 영국의 스페이스 록 밴드 호크윈드의 스무 번째 스튜디오 음반이다.
1994년 말 기타리스트 데이브 브록, 베이시스트 앨런 데이비, 드러머 리처드 채드윅으로 구성된 이 그룹은 시각적으로 쇼맨십이 부족하다고 느꼈다. 영국 프리 페스티벌 무대에서 그룹과 함께 활동했던 론 트리는 자신의 서비스를 제공했고 그룹은 이를 수락했다. 또한 그룹 투빌라 독의 멤버로 영국 프리 페스티벌 무대에 참여한 또 다른 뮤지션인 기타리스트 제리 리처즈도 라이브 데이트와 녹음 세션에 참여하기 시작했다.
이 새로운 라인업은 1995년 4월 13일, 북미 투어를 시작으로 7월 27일, 마이다 베일 스튜디오에서 BBC 라디오 1 세션을 녹화했다.

## 배경
이 음반은 여름에 록필드 스튜디오에서 녹음되었으며, 〈Alien (I Am)〉의 〈Roswell Mix〉가 수록된 《Area S4》 EP가 발행되었다. 〈Death Trap〉은 1978년 음반 《PXR5》의 노래를 재녹음한 것이다. 〈Wastelands〉는 1988년 음반 《The Xenon Codex》의 〈Wastelands of Sleep〉을 재녹음한 것이다. 〈Are You Losing Your Mind?〉는 1977년 음반 《Quark, Strangeness and Charm》의 〈The Iron Dream〉을 새로운 단어로 재녹음한 것이다.
밴드의 크루이자 브록의 데본 농장에서 작업했으며 《Electric Tepee to Love in Space》까지 커버를 담당한 앨런 아목스가 커버를 장식했다. 그는 외계인이 누구인지, 인류가 이제 자연에 대해 소외되고 파괴적이 되었는지 의문이라고 말했다.

## 곡 목록
| #   | 제목                          | 작사·작곡                               | 재생 시간 |
| --- | ----------------------------- | --------------------------------------- | --------- |
| 1.  | 〈Abducted〉                  | 론 트리, 데이브 브록                    | 2:45      |
| 2.  | 〈Alien (I Am)〉              | 브록                                    | 7:46      |
| 3.  | 〈Reject Your Human Touch〉   | 트리, 브록, 리처드 채드윅, 앨런 데이비  | 2:20      |
| 4.  | 〈Blue Skin〉                 | 트리, 브록, 채드윅, 데이비              | 7:07      |
| 5.  | 〈Beam Me Up〉                | 트리, 브록, 채드윅, 데이비, 제리 리처즈 | 4:11      |
| 6.  | 〈Vega〉                      | 데이비                                  | 3:51      |
| 7.  | 〈Xenomorph〉                 | 트리, 데이비                            | 4:52      |
| 8.  | 〈Journey〉                   | 브록, 데이비                            | 3:12      |
| 9.  | 〈Sputnik Stan〉              | 데이비                                  | 7:03      |
| 10. | 〈Kapal〉                     | 브록, 채드윅, 데이비                    | 5:11      |
| 11. | 〈Festivals〉                 | 크리스 테이트, 브록                     | 6:50      |
| 12. | 〈Death Trap〉                | 로버트 캘버트, 브록                     | 3:57      |
| 13. | 〈Wastelands〉                | 브록                                    | 1:22      |
| 14. | 〈Are You Losing Your Mind?〉 | 트리, 브록, 채드윅, 데이비              | 2:33      |
| 15. | 〈Space Sex〉                 | 브록                                    | 2:56      |